# 小行星2497
小行星2497（2497 Kulikovskij）是一颗围绕太阳公转的小行星。1977年8月14日，尼古拉·切爾尼赫在克里米亚发现了此天体。
該小行星以俄羅斯天文學家彼得·格里高爾·庫利科夫斯基（Petr Grigor'evich Kulikovskii）命名。
这颗小行星的绝对星等为345.9337852044026等。